# Panjabe (cidade)
Panjabe, Punjab ou Panjaba, Penjabe, Panjab Pendjab (panjabi: ਪੰਜਾਬ; híndi: पंजाब; urdu: پنجاب; persa: پنجاب, que significa "Terra dos Cinco Rios") é a capital do distrito de Panjabe - um distrito montanhoso na parte central da província de Bamiã, no Afeganistão. Está situada a 34°23'N 67°1'E e tem uma altitude de 2.758 m, a população era de 9.900 no ano de 2004. Há um heliporto com cascalho superficial.